# Sperandio Mantovano

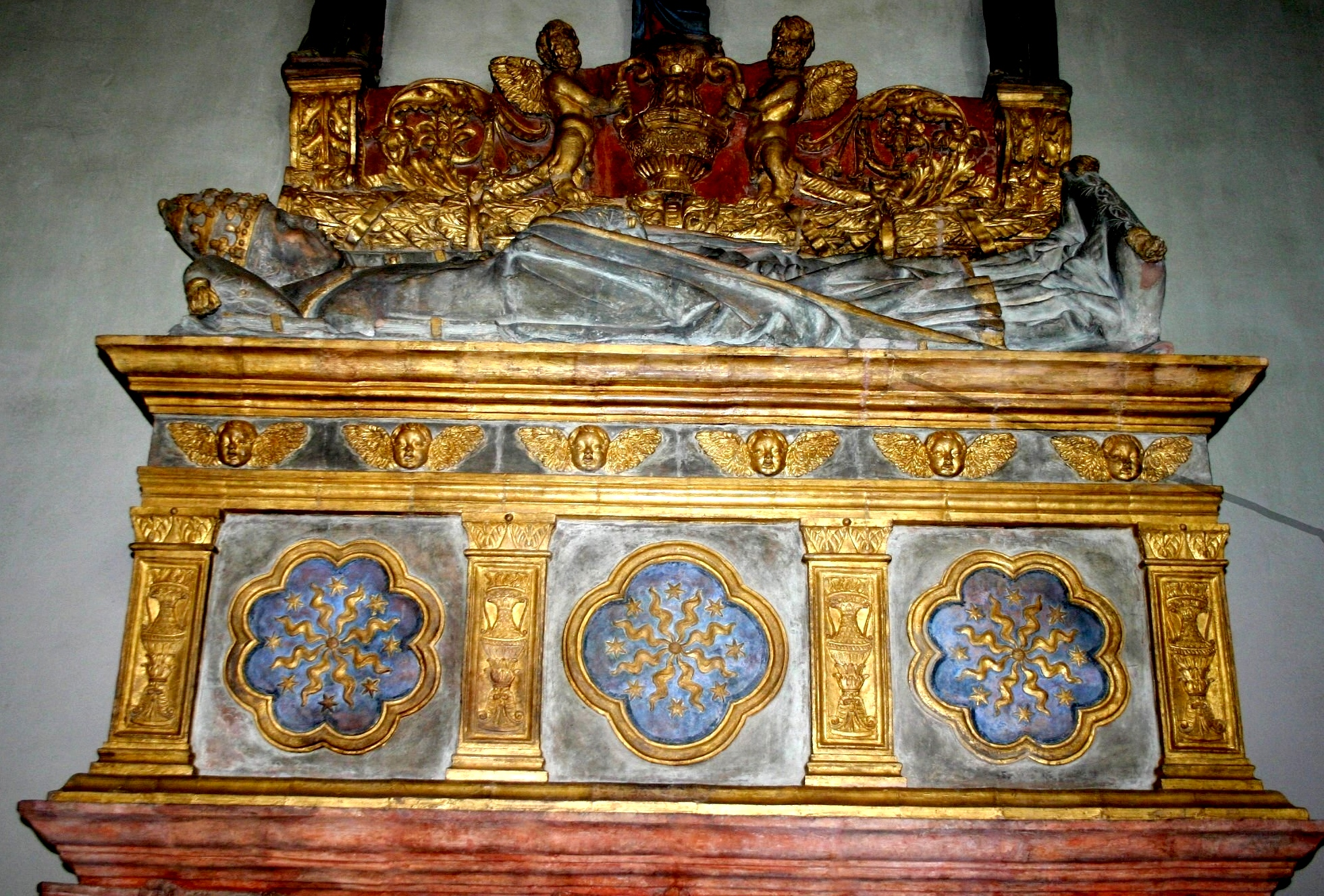
Tomba di Alessandro V, Bologna, Basilica di San Francesco

Sperandio Mantovano (Mantova, 1425 – Mantova, 1495) è stato un medaglista e scultore italiano.

## Biografia
Noto come Sperandio da Mantova, tra il 1445 e il 1447 lavorò alla corte estense di Ferrara, divenendo il primo medaglista del duca Ercole I d'Este. Firmò le sue opere  Opus Sperandei Mantuani. Passò al servizio di Giovanni II Bentivoglio signore di Bologna, dove eresse, assieme a Niccolò Lamberti, la tomba di Alessandro V. Creò una medaglia per Andrea Bentivoglio (?-1491), confaloniere di giustizia, figlio di Lodovico (?-1469).
Trascorse gli ultimi anni di vita a Mantova, dove realizzò una statua equestre e una medaglia per il marchese Francesco II Gonzaga.